# Le Temps des cerises (film, 1927)
Pour les articles homonymes, voir Le Temps des cerises (homonymie).
Pour plus de détails, voir Fiche technique et Distribution.
Le Temps des cerises (Spring Fever) est un film muet américain réalisé par Edward Sedgwick sorti en 1927.
Le film a pour remake Love in the Rough (1930) avec Robert Montgomery et Dorothy Jordan réalisé par Gustav Diessl.

## Fiche technique
- Titre : Le Temps des cerises
- Titre original : Spring Fever
- Réalisation : Edward Sedgwick
- Scénario : Frank Davis et Albert Lewin d'après une pièce de Vincent Lawrence
- Intertitres : Ralph Spence
- Société de production et de distribution : MGM
- Musique : Darrell Raby
- Photographie : Ira H. Morgan
- Montage : Frank Sullivan
- Direction artistique : Cedric Gibbons et David Townsend
- Costumes : David Cox
- Pays de production :  États-Unis
- Genre : Comédie
- Durée : 78 minutes
- Format : Noir et blanc - 35 mm - 1,33:1 - film muet
- Dates de sortie :
  - États-Unis : 18 octobre 1927 (première), 22 octobre 1927 (sortie nationale)

## Distribution
- William Haines : Jack Kelly
- Joan Crawford : Allie Monte
- George K. Arthur : Eustace Tewksbury
- George Fawcett : M. Waters
- Eileen Percy : Martha Lomsdom
- Edward Earle : Johnson
- Bert Woodruff : Pop Kelly
- Lee Moran : Oscar